# Vuelo 230 de TAT
El vuelo 230 de TAT fue un vuelo regular del aeropuerto de Nancy-Essey al aeropuerto de París Orly que se estrelló el 4 de marzo de 1988, cerca de Fontainebleau, Francia. Todas las personas a bordo perecieron en el impacto.

## Secuencia del accidente
El avión, un Fairchild FH-227, despegó del aeropuerto de Nancy-Essey a las 5:53 hora local y ascendió hasta los 14.000 pies, la altitud de crucero del vuelo. A las 6:26, el avión, ya próximo a París, fue autorizado a descender a 9.000 pies y luego a los 7.000. Poco después, el vuelo fue autorizado a descender a los 6.000 pies. No se recibieron más comunicaciones del avión. El avión parece que presentó un mal funcionamiento eléctrico. Se perdió el control del avión, por lo que el avión descendió rápidamente, impactando contra unas líneas eléctricas y estrellándose. Todas las personas a bordo murieron.

## Investigación
La investigación encontró que en condiciones de mala meteorología, el Fairchild FH-227 que operaba el vuelo sufrió un mal funcionamiento eléctrico, y el avión entró en actitud de morro abajo. El comité no pudo dilucidar ningún motivo que justifique el por qué de este fallo. La hipótesis aceptada es que el mal funcionamiento eléctrico causó una pérdida de las referencias de la actitud de morro y el apagado del piloto automático provocando que el avión entrase en un descenso a alta velocidad.
En ausencia de un horizonte independiente, la tripulación carecía de una referencia fiable de actitud de morro mientras el avión entraba en un descenso de alta velocidad, que contribuyó al impacto.

## Discrepancias
Existe una discrepancia en el número de pasajeros que iba a bordo del vuelo 230 de TAT. Los informes oficiales mostraban a 23 personas, mientras que en el memorial próximo al lugar del accidente muestra 24 nombres.

## Galería

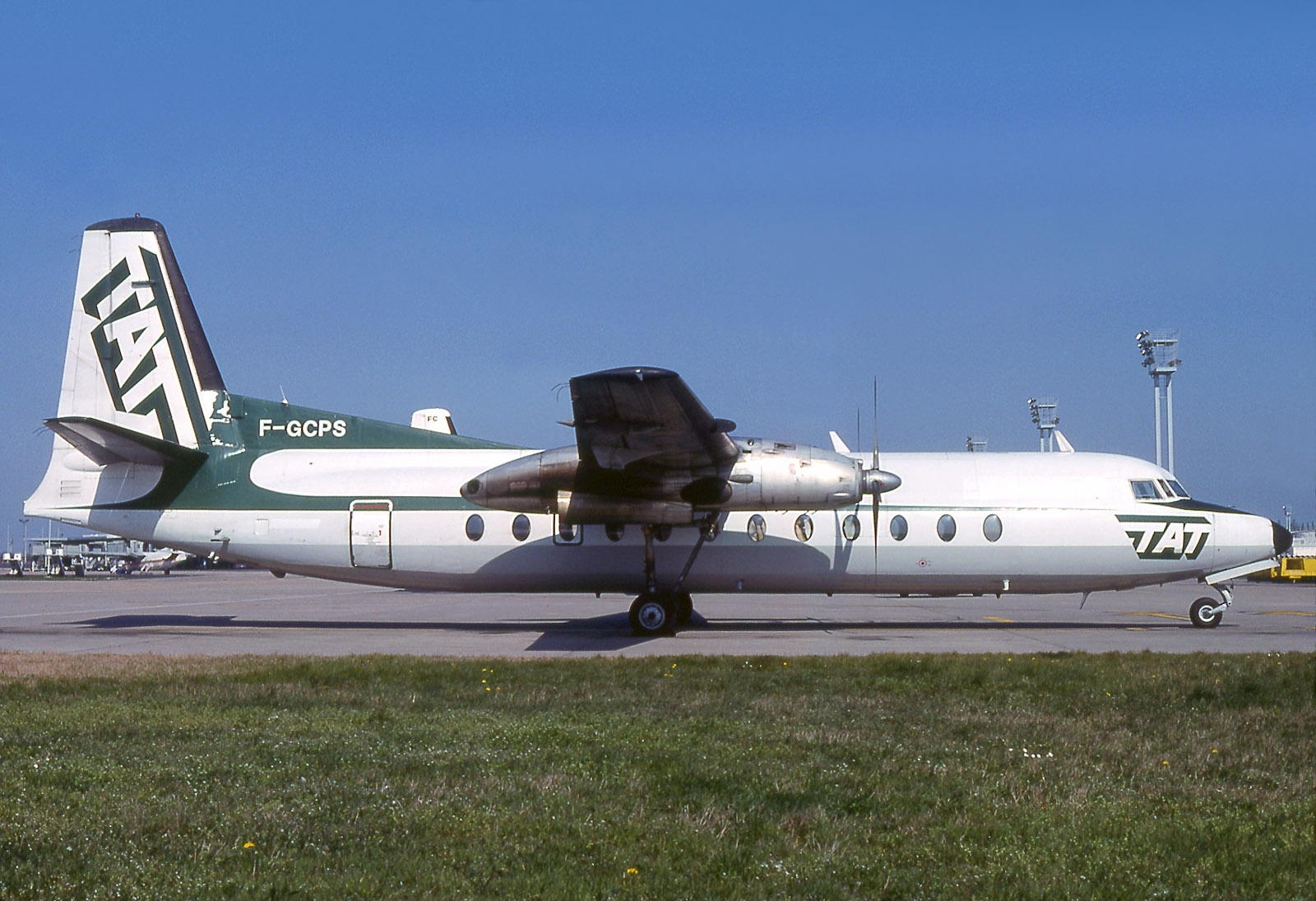
El avión accidentado fotografiado de abril de 1982 con la librea de Touraine Air Transport.
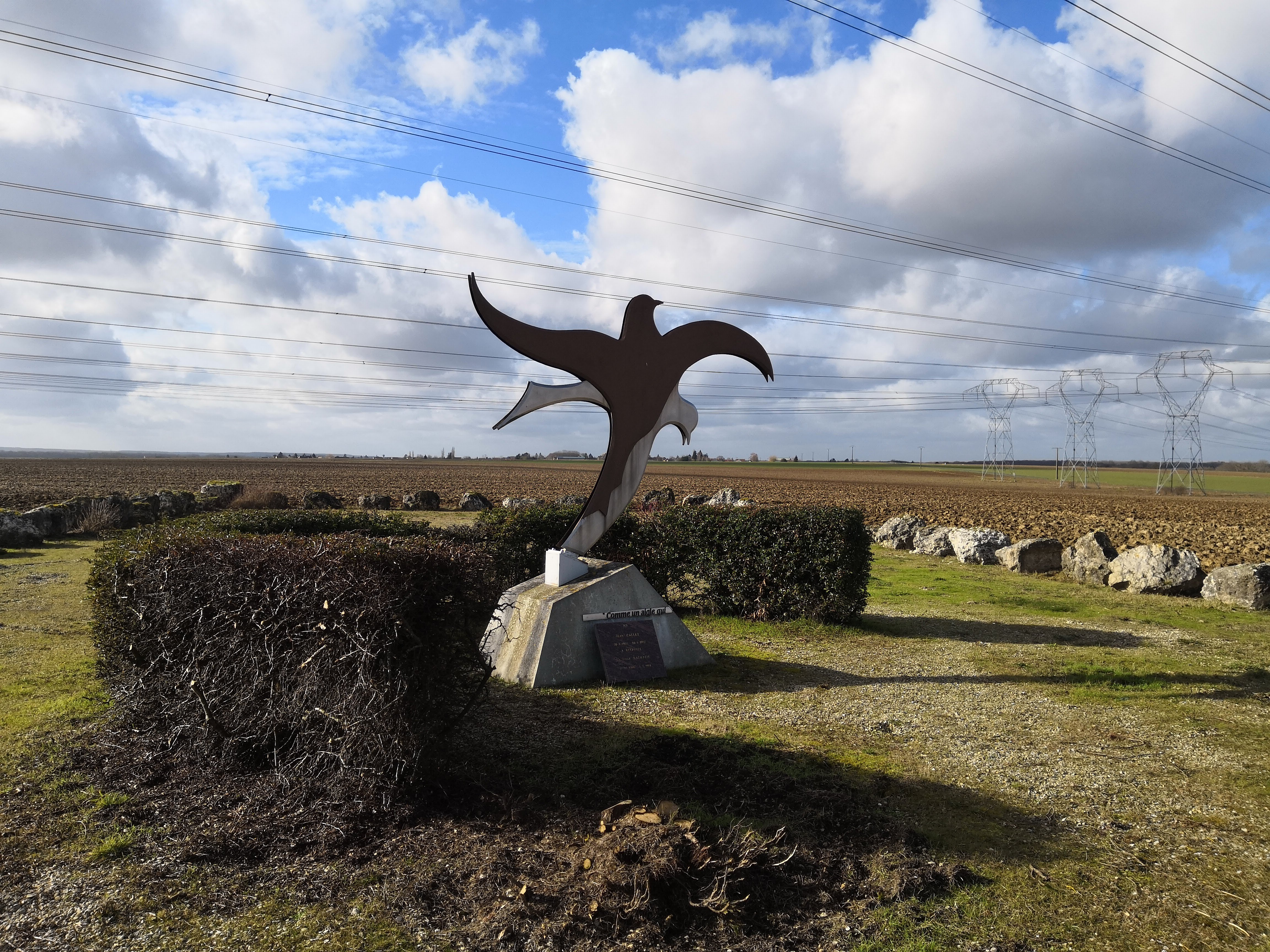
Monumento a las victimas del accidente.